# Victoria (planetoïde)
(12) Victoria is een planetoïde in de belangrijkste planetoïdengordel van het zonnestelsel, tussen de banen van de planeten Mars en Jupiter. De planetoïde bevindt zich gemiddeld op 2,3 astronomische eenheden van de zon, in een elliptische baan. Ze voltooit haar omloop rond de zon in 3,57 jaar. Vanaf de aarde gezien kan de planetoïde een magnitude van +8,68 bereiken tijdens gunstige opposities.

## Ontdekking en naamgeving
Victoria werd op 13 september 1850 ontdekt door de Engelse astronoom John Russell Hind. Hind had eerder de planetoïden (7) Iris en (8) Flora ontdekt en zou na Victoria nog zeven andere planetoïden ontdekken. De planetoïde is genoemd naar de Romeinse godin Victoria, hoewel tijdens de ontdekking in Engeland koningin Victoria regeerde. Er ontstond enige verwarring, omdat afgesproken was planetoïden alleen naar mythologische figuren te noemen. Benjamin Apthorp Gould, uitgever van het Astronomical Journal, gebruikte daarom de naam "Clio" (later werd deze naam aan planetoïde (84) Klio gegeven). Dankzij de invloedrijke Amerikaanse astronoom William Cranch Bond, die van mening was dat de naam aan de afspraak voldeed, werd de naam Victoria uiteindelijk algemeen aanvaard.

## Eigenschappen
Victoria heeft een diameter van ongeveer 115 km en behoort tot het S-type planetoïde, een type dat voornamelijk uit silicaten en metalen als ijzer en nikkel bestaat en een relatief helder oppervlak heeft (een hoog albedo). Met radar en Speckle-inferometrie is aangetoond dat de planetoïde een zeer langwerpige vorm heeft. Het is ook goed mogelijk dat Victoria een binaire planetoïde is, bestaande uit twee verschillende objecten die in een baan om elkaar draaien.